# Giacomo Valenti
Giacomo "Ciccio" Valenti (Livorno, 5 luglio 1966) è un conduttore radiofonico, telecronista sportivo e opinionista italiano.

## Biografia
È nato a Livorno da famiglia di origini siciliane trasferitasi poi in Lombardia. Laureatosi in Giurisprudenza nel 1998. Inizia a lavorare in teatro a 9 anni, a 21 entra all'Accademia dei Filodrammatici e a 26 lavora con Jean Paul Denizon, assistente di Peter Brook al Theatre Du Nord a Parigi. Nel 1990 fonda la Compagnia del Bivio firmando la prima regia della commedia di Woody Allen Provaci ancora Sam. Ha lavorato in alcune TV locali come conduttore radio televisivo (nei primi anni Novanta sull'emittente Retebrescia) e in radio come DJ e autore di scherzi telefonici. Nella trasmissione 0337 i suoi scherzi prendono di mira personalità dello spettacolo, in seguito anche persone della strada. Conduce poi la trasmissione dedicata al wrestling WWE SmackDown con Christian Recalcati, Candid Camera su Italia 1, Monster Jam (sempre con Recalcati) e Slamball con Dan Peterson.
Successivamente fa parte del cast di Direttissima e del reality show di Canale 5 Uno due tre stalla, nelle vesti di inviato. Nel 2007 e nel 2008, insieme a Tommy Vee e a Laura Forgia, conduce su Italia 1 Talent1, programma che tra la notte del 31 dicembre 2007 e il 1º gennaio 2008 è andato in onda con una puntata speciale intitolata Talent1 Night, la notte dei talenti per aspettare il capodanno 2008; nel 2007 inizia a occuparsi di poker ponendosi al commento del programma Poker1Mania (con Luca Pagano).
Nell'estate del 2009 è stato anche conduttore del programma radiofonico XXL - Altrimenti ci allarghiamo! su Rai Radio 2 e ha fatto parte del cast della trasmissione sportiva Controcampo, con una rubrica in cui vengono mostrate riprese curiose effettuate dentro agli stadi. È anche telecronista del torneo di poker Colorado Hold'em (parodia del torneo di poker Texas Hold'em) all'interno della trasmissione Colorado Cafè su Italia 1.
Nel luglio 2011 ritorna al commento del wrestling con WWE Raw (versione international) su Italia 2. Anche questa volta al suo fianco viene chiamato Christian Recalcati. Nel mese di febbraio 2012 diventa giocatore di poker e finisce 17º al premio nel torneo del World Poker Tour di Venezia. Tra il 2012 ed il 2013 commenta insieme al giornalista Paolo Lanati una collana di DVD edita dalla Gazzetta dello Sport intitolata Wrestling Heroes - Le più grandi star di sempre. Nel 2013 è concorrente del programma televisivo Jump! Stasera mi tuffo, su Canale 5, ma viene eliminato durante la prima puntata, abbinato alla concorrente non famosa Maria Ester Grasso.
Nel settembre del 2013 conduce il programma radiofonico Faccio un goal con Valentina Correani. L'11 luglio 2016 approda a Rai Radio 1 con il programma pomeridiano A tutto tondo. Dal 31 marzo 2017 interpreta Salvatore Macaluso nella serie TV "Onore e Rispetto 5" in onda su Canale 5. Dal 2017 partecipa come opinionista alla trasmissione Diretta Stadio su 7 Gold. Il 30 aprile 2018 fa il suo esordio come conduttore radiofonico nel programma Tutti pazzi per RDS, in onda la mattina su RDS. Nel 2021 entra nel Cast della serie Rai Blanca.
Nel 2024 è parte del caste della serie Netflix The Decameron, interpretando Lorenzo.

## Radio
- Altrimenti ci allarghiamo! (2009)
- Facci un goal (2013)
- A tutto tondo (2016)
- Tutti pazzi per RDS (2018)

## Televisione

### Attore
- The Decameron – serie TV, episodi 1x04-1x05 (2024)

### Telecronista
- WWE SmackDown! (2003–2007)
- Monster Jam (2005)
- Candid Camera (2005–2008)
- Slamball (2007)
- Poker1mania (2007–2013)
- WWE Raw (2011–2013)

### Opinionista
- Direttissima (2006–2007)
- Talent1 (2007–2008)
- Uno due tre stalla (2007)
- Controcampo (2008–2010)
- Stasera mi tuffo (2013)
- Diretta stadio (2017)
- Pressing (2020–2021)